# Dajan Puri
Dajan Puri is een bestuurslaag in het regentschap Tabanan van de provincie Bali, Indonesië. Dajan Puri telt 1776 inwoners (volkstelling 2010).